# Estación de tren Dąbrowa Górnicza
Dąbrowa Górnicza Estación de ferrocarril es la principal estación de ferrocarril de Dąbrowa Górnicza, Polonia — encuentra cerca del centro de la ciudad. Cuando de 2012,  está servido por Przewozy Regionalne (local y InterRegio servicios) y PKP Intercity (TLK servicios). InterRegio Y TLK los servicios son en la línea entre Varsovia y Katowice.